# Ленка Штербова
Ленка Штербова (чеськ. Lenka Štěrbová, 8 серпня 1994) — чеська плавчиня. Учасниця чемпіонатів світу з водних видів спорту 2015, 2017 і 2019 років. 2019 року вона змагалася у всіх трьох дисциплінах марафонського плавання серед жінок: на 5 км посіла 36-те місце, на 10 км - 40-ве і на 25 км - 15-те.